# Llançament de javelina

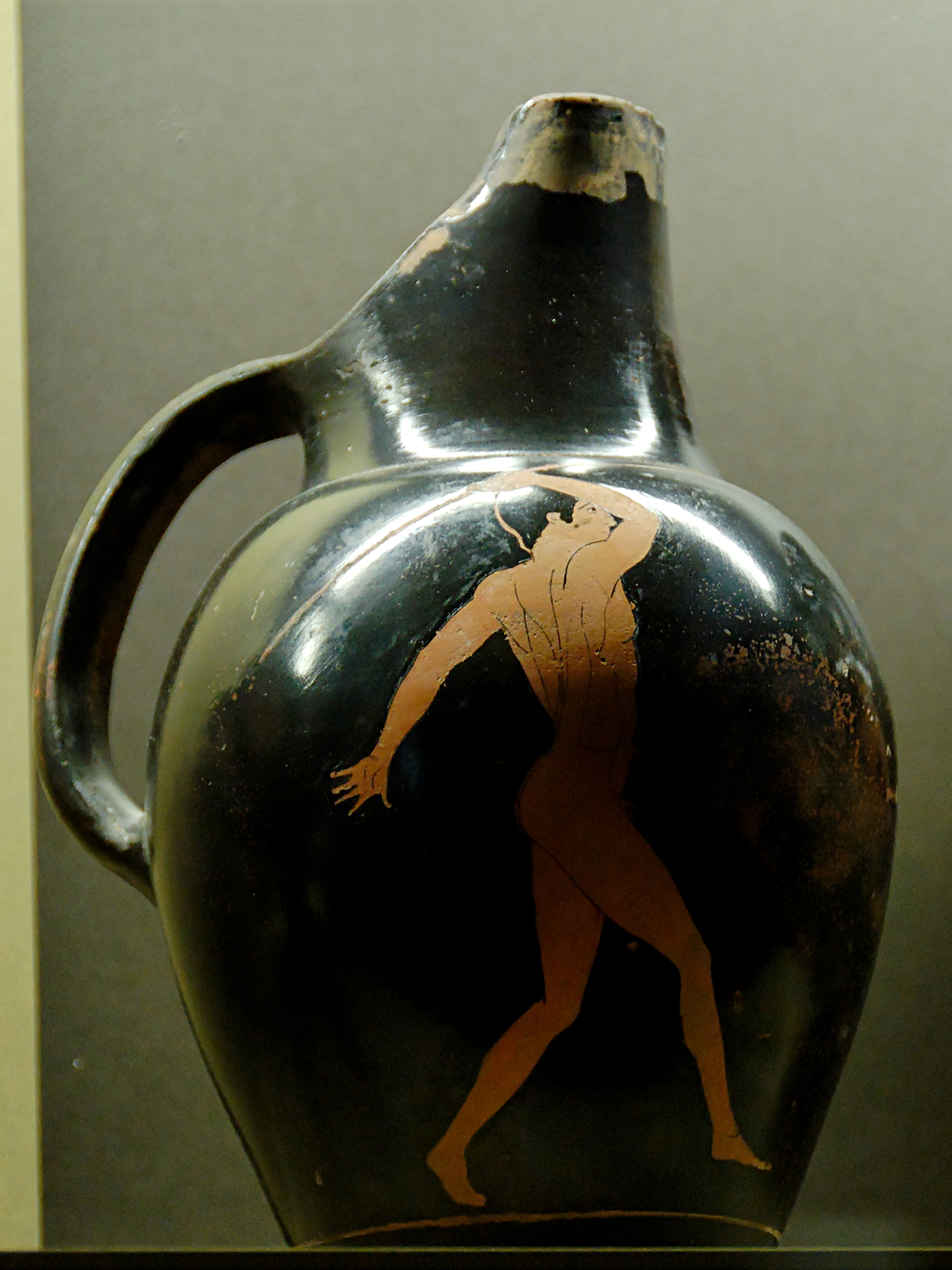
Llançador de javelina. Enòcoa de figures vermelles àtic, ca. 450 aC. Museu del Louvre

El llançament de javelina és una prova de l'atletisme actual, on es llança amb la mà una javelina, feta de metall o fibra de vidre. Forma part del programa olímpic com a especialitat i com a part de les proves combinades de l'heptatló i decatló.
Antigament, la javelina era una arma, més lleugera que una llança.

## Història
El llançament de javelina, així com d'altres proves atlètiques, va evolucionar a partir d’una activitat quotidiana relacionada tant amb la caça com amb la guerra. Així, ja va formar part de les proves dels primers Jocs Olímpics del 708 aC, junt amb el llançament de disc, la cursa i la lluita. Igualment, era una de les proves del pentatló antic, junt també amb la lluita, els salts i la cursa de 180 metres. Els documents testimonien diferents tipus de llançament de javelina: el llarg, molt similar a l’actual, amb punteria i damunt d’un cavall. A partir de les imatges conservades en vasos i atuells, els investigadors no es posen d’acord si el llançament es feia en moviment, però sí sembla que les javelines eren flexibles i es llançaven amb una corda o tira de cuir.
Sembla que durant l'Edat Mitjana també es feien competicions de llançament de javelina, però es tractava més aviat d’una prova de precisió més que de distància, en la qual els participants havien d’encertar blancs fixes. La prova tal com s'entén avui en dia es va popularitzar sobretot durant la segona meitat del segle xix, de la mà de llançadors hongaresos, alemanys i, sobretot, escandinaus, que són els que van reglamentar-la. Bona part d’aquestes regles encara són vigents.
Finalment, es va introduir dins del catàleg de proves olímpiques en els IV Jocs de Londres del 1908, pel que fa als homes, i en els de 1932 a Los Ángeles, pel que fa a les dones.

## Reglament

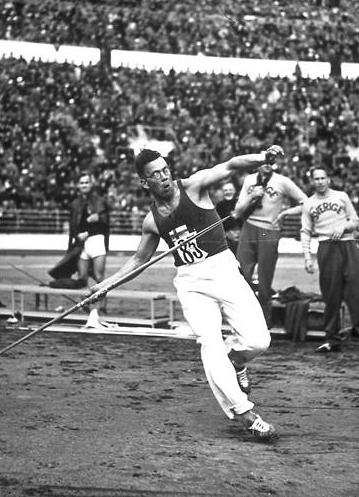
Matti Järvinen, de Finlàndia, llençant la javelina als Jocs Olímpics d'Estiu de 1932, on guanyà la medalla d'or.

El llançament de javelina és l'únic llançament que no es fa des d'un cercle, sinó que està precedit per una cursa d'impuls. En l'esport actual, es llança des d'un passadís d'una amplada de 4 metres i entre 30 i 36,5 metres de llargada, acabat en un arc de 8 metres de radi. El sector de caiguda està marcat amb dues línies blanques de 5 cm d'amplada de manera que si, les vores internes de les línies es prolonguen, haurien de passar per les dues interseccions de les vores interiors de l'arc i les línies paral·leles que delimiten el passadís d'embranzida i que es creuen en el punt central del cercle, del qual l'arc forma part. El sector té 29º aproximadament.

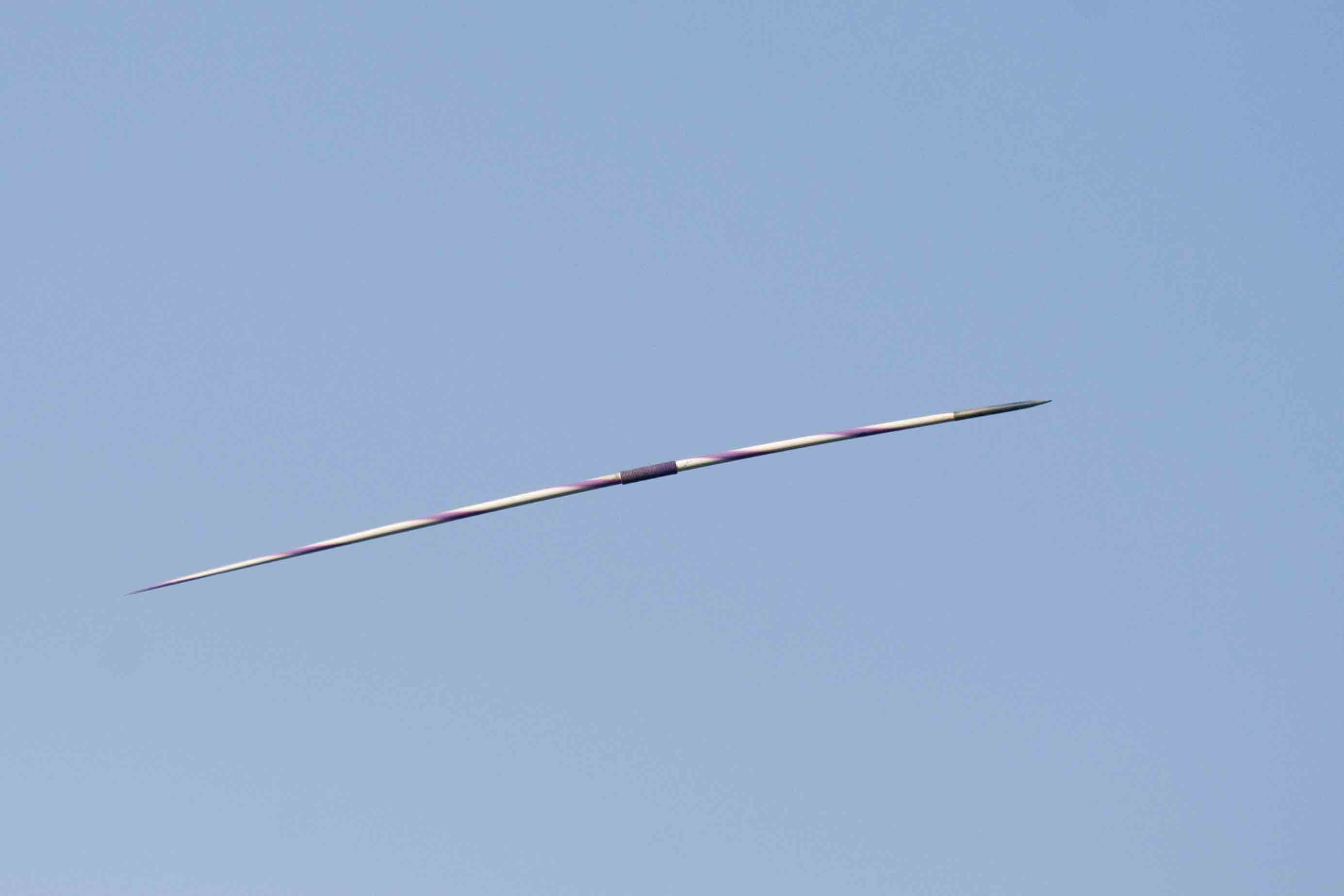
Una javelina volant.

Per cada intent l'atleta té un minut. Normalment cada participant fa tres intents, i els vuit atletes amb millor marca vàlida, o tots si són vuit o menys, en fan uns altres tres en ordre invers a la seva millor marca.
La javelina s'ha d'agafar per l'encordadura (almenys la mà de l'atleta l'ha de tocar), i llançar-se per sobre de l'espatlla o del braç de llançar. No es permet llançar-la en rotació i l'atleta no pot donar l'esquena al sector de caiguda abans de deixar anar la javelina, i no s'autoritzen els estils no clàssics. Si la javelina es trenca en l'intent o en l'aire no es comptarà com a nul, però si la ruptura fa perdre l'equilibri l'atleta i provoca que toqui fora de l'arc, en aquest cas se li permetrà tornar a començar. En la caiguda, la punta metàl·lica ha de tocar el terra abans que qualsevol altra part de la javelina.
Al llarg dels temps les javelines van tenir diferents dissenys fins que el 1986, arran de diverses problemàtiques i el potencial perill que tenien els llançaments, es van establir els criteris actuals: la javelina masculina ha de pesar com a mínim 800 g i medir entre 2,6 m i 2,7 m de llarg, mentre que la femenina ha de pesar 600 g i fer entre 2,2 m i 2,3 m de llarg.

## Rècords[8][9]

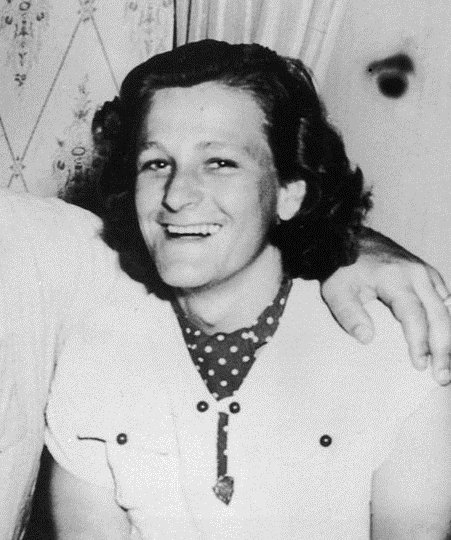
Babe Zaharias, primera guanyadora d'uns Jocs Olímpics en llançament de javelina el 1932

Els atletes txecs Barbora Spotáková i Jan Zelezny es consideren els millors llançadors de javelina de la història i encara avui ostenten els respectius rècords mundials.
(Actualitzat a 13.06.2024)
|                         |       | Marca      | Atleta                   | País            | Lloc       | Data       |
| ----------------------- | ----- | ---------- | ------------------------ | --------------- | ---------- | ---------- |
| Rècord mundial (WR)     | Homes | 98m 48 cm  | Jan Zelezný              | Txèquia         | Jena       | 25-05-1996 |
| Rècord mundial (WR)     | Dones | 72m 28 cm  | Barbora Špotáková        | Txèquia         | Stuttgart  | 13-09-2008 |
| Rècord olímpic (OR)     | Homes | 90m 57 cm  | Andreas Thorkildsen      | Noruega         | Beijing    | 23-08-2008 |
| Rècord olímpic (OR)     | Dones | 71m 53 cm  | Osleidys Menéndez        | Cuba            | Atenes     | 27-08-2004 |
| Rècord europeu (ER)     | Homes | 98m 48 cm  | Jan Zelezný              | Txèquia         | Jena       | 25-05-1996 |
| Rècord europeu (ER)     | Dones | 72m 28 cm  | Barbora Špotáková        | Txèquia         | Stuttgart  | 13-09-2008 |
| Rècord americà (NA)     | Homes | 93m 07 cm  | Anderson Peters          | Grenada         | Doha       | 13-05-2022 |
| Rècord americà (NA)     | Dones | 71m 70 cm  | Osleidys Menéndez        | Cuba            | Hèlsinki   | 14-08-2005 |
| Rècord sud-americà (SA) | Homes | 85m 11 cm  | Pedro Henrique Rodrigues | Brasil          | Cuiabá     | 12-05-2024 |
| Rècord sud-americà (SA) | Dones | 66m 70 cm  | Flor Ruiz                | Colòmbia        | Cuiabá     | 12-05-2024 |
| Rècord africà (AF)      | Homes | 92m 72 cm  | Julius Yego              | Kenya           | Beijing    | 26-08-2015 |
| Rècord africà (AF)      | Dones | 69m 35 cm  | Sunette Viljoen          | Sud-àfrica      | Nova York  | 9-06-2012  |
| Rècord asiàtic (AS)     | Homes | 91m 36 cm  | Chao-Tsun Cheng          | Xina Taipei     | Taipei     | 26-08-2017 |
| Rècord asiàtic (AS)     | Dones | 67m 98 cm  | Huihui Lyu               | R.P. de la Xina | Shenyang   | 02-08-2019 |
| Rècord oceànic (OC)     | Homes | 89m 02 cm  | Jarrod Bannister         | Austràlia       | Brisbane   | 29-02-2008 |
| Rècord oceànic (OC)     | Dones | 68 m 92 cm | Kathryn Michell          | Austràlia       | Gold Coast | 11-04-2018 |

## Millors marques mundials

### Millors marques masculines
(Actualitzat a 13.06.2024)
| Posició | Marca    | Atleta                 | País      | Lloc      | Data       | Ref. |
| ------- | -------- | ---------------------- | --------- | --------- | ---------- | ---- |
| 1.      | 98m 48cm | Jan Železný            | Txèquia   | Jena      | 25-05-1996 |      |
| 2.      | 97m 76cm | Johannes Vetter        | Alemanya  | Chorzów   | 06-07-2020 |      |
| 3.      | 93m 90cm | Thomas Röhler          | Alemanya  | Doha      | 05-05-2017 |      |
| 4.      | 93m 09cm | Aki Parviainen         | Finlàndia | Kuortane  | 26-06-1999 |      |
| 5.      | 93m 07cm | Anderson Peters        | Grenada   | Doha      | 13-05-2022 |      |
| 6.      | 92m 72cm | Julius Yego            | Kenya     | Pequín    | 26-08-2015 |      |
| 7.      | 92m 61cm | Sergey Makarov         | Rússia    | Sheffield | 30-06-2002 |      |
| 8.      | 92m 60cm | Raymond Hecht          | Alemanya  | Oslo      | 21-06-1995 |      |
| 9.      | 92m 06cm | Andreas Hofmann        | Alemanya  | Offenburg | 02-06-2018 |      |
| 10.     | 91m 69cm | Konstadinós Gatsioúdis | Grècia    | Kuortane  | 24-06-2000 |      |

### Millors marques femenines
(Actualitzat a 13.06.2024)
| Posició | Marca    | Atleta              | País       | Lloc       | Data       | Ref. |
| ------- | -------- | ------------------- | ---------- | ---------- | ---------- | ---- |
| 1.      | 72m 28cm | Barbora Spotáková   | Txèquia    | Stuttgart  | 13-09-2008 |      |
| 2.      | 71m 70cm | Osleidys Menéndez   | Cuba       | Hèlsinki   | 14-08-2005 |      |
| 3.      | 71m 40cm | Maria Andrejczyk    | Polònia    | Split      | 09-05-2021 |      |
| 4.      | 70m 53cm | Mariya Abakúmova    | Rússia     | Berlín     | 01-09-2013 |      |
| 5.      | 70m 20cm | Christina Obergföll | Alemanya   | Múnic      | 23-06-2007 |      |
| 6.      | 69m 48cm | Trine Hattestad     | Noruega    | Oslo       | 28-07-2000 |      |
| 7.      | 69m 35cm | Sunette Viljoen     | Sud-àfrica | Nova York  | 09-06-2012 |      |
| 8.      | 69m 19cm | Christin Hussong    | Alemanya   | Chorzów    | 30-05-2021 |      |
| 9.      | 68m 92cm | Kathryn Mitchell    | Austràlia  | Gold Coast | 11-04-2018 |      |
| 10.     | 68m 43cm | Sara Kolak          | Croàcia    | Lausana    | 06-07-2017 |      |

## Documents

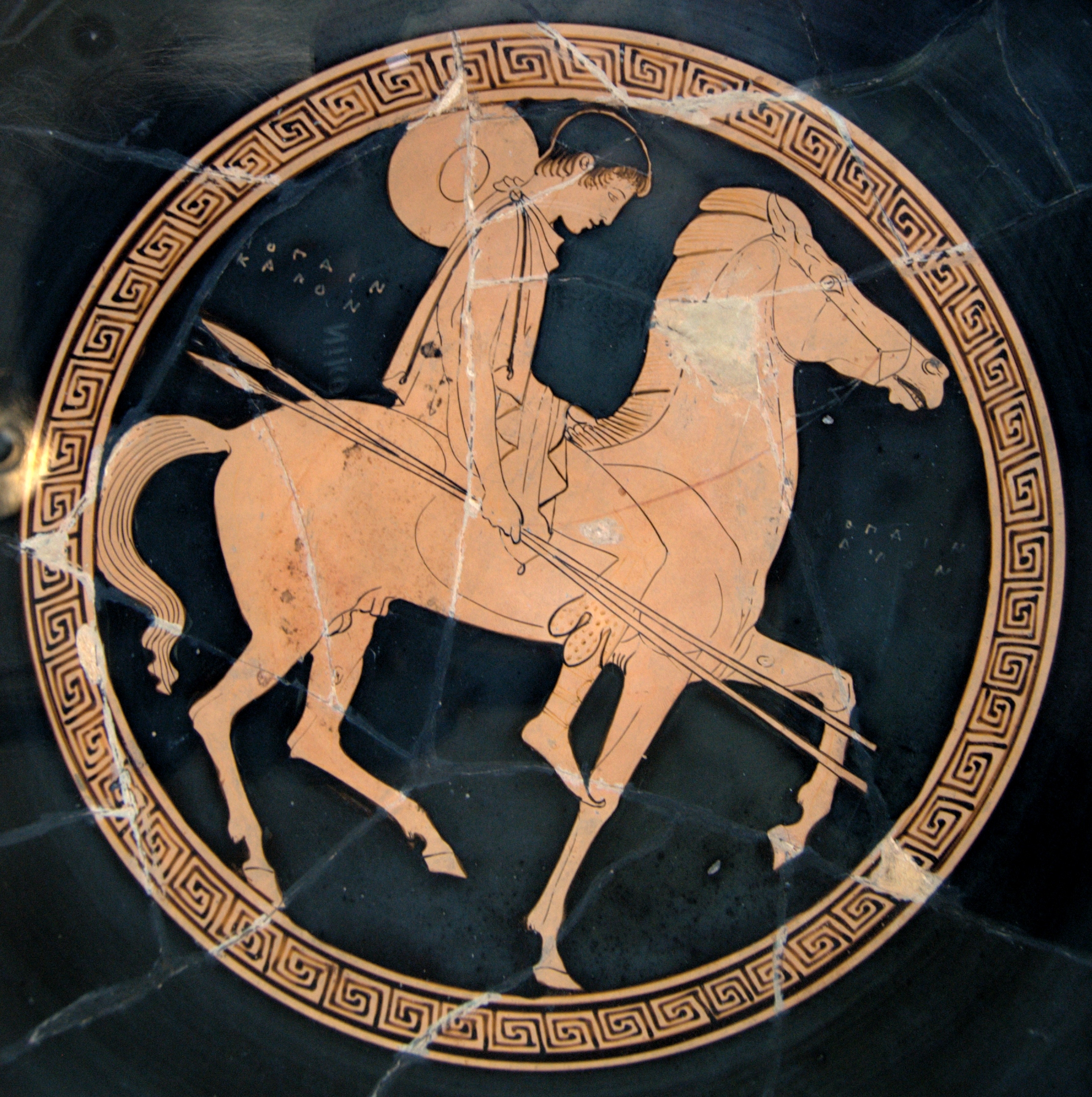
Soldat de cavalleria grega amb dues javelines.

De l’origen de la javelina i armes similars hi ha documents notables. Vegeu una mostra  a continuació.
- Xenofont aconsellava que els genets de la cavalleria grega anessin armats amb dues javelines amb asta de corneller.[15][16]
- Els almogàvers eren un cos d'infanteria, principalment catalana, els soldats de la qual anaven armats amb un coltell,[17] dos o tres dards (semblants a javelines lleugeres) i una llança curta (ascona muntera).[18][19] No portaven escut.[20]
  - Des d'èpoques remotes alguns dards es llançaven "embagats"[21][22] per a augmentar la precisió i l'abast del tir. Embagar el dard consistia a preparar-lo per a llançar, amb l'auxili d'una tira de pell adobada o similar ("amentum" en llatí) que se subjectava al dard, li donava unes voltes i anava a parar a la mà en un altre extrem. Hi ha diversos tipus de bagues o "amentum" amb els corresponents sistemes d'embagar i de llançar. L'aspecte més important era que el dard sortia amb un moviment de rotació (relativa a l'eix longitudinal) provocant una trajectòria més estable (I, per tant, més precisa i de més abast).[23][24]
- L’obra de referència presenta un estudi notable de les javelines militars d’èpoques antigues. Indica, entre altres aspectes,  que al Mosaic d'Alexandre hi ha una javelina tirada per terra, amb la baga de llançar («ankyle» en grec; «amentum» en llatí).[25]
- Un llibre francès sobre la cacera esmenta que Estrabó parlava de les javelines dels gals. Que llançaven amb la mà sense baga i més lluny que les fletxes dels arcs.[26][27]